# 丹尼斯·康纳
丹尼斯·康纳（英語：Dennis Conner，1942年9月16日—），生于加利福尼亞州聖地牙哥，美国男子帆船运动员。他曾代表美国参加1976年夏季奥林匹克运动会帆船比赛，获得一枚铜牌。